# 三角棘身鈎鯰
三角棘身鈎鯰，為輻鰭魚綱鯰形目甲鯰科的其中一種，為熱帶淡水魚，分布於南美洲巴西Tapajos與Xingu河流域，體長可達10.4公分，棲息在底層水域，生活習性不明。